# Löw Sänger
Löw Sänger (* 1781 in Oberdorf bei Ederheim; † 1843 in München) war Chasan in München.

## Leben
Löw Sänger war Chasan an der Großen Synagoge in München. Er war die Quelle für Samuel Naumbourgs musikwissenschaftliche Schrift Semiroth Israel: chants religieux des Israélites, contenant la liturgie complète de la synagogue, des temps les plus reculés jusqu'à nos jours, die 1847 in Paris erschien. Naumbourg notierte Sängers Melodien im Jahr 1840. Wiederum veröffentlicht wurden sie von Abraham Zvi Idelsohn im Jahr 1932.